# Сералонга А (Козенца)
Сералонга А је насеље у Италији у округу Козенца, региону Калабрија.
Према процени из 2011. у насељу је живело 204 становника. Насеље се налази на надморској висини од 1039 м.